# この街の空
『この街の空』（このまちのそら）は、日本のJ-POPユニット、ET-KINGの配信限定シングルで、大阪万博応援ソングである。発売元はBARIKI。MV出演はREIKO。

## 経緯
結成20周年を迎えるにあたって、大阪に恩返しができないか模索していた。
2017年10月15日、水都大阪フェス2017でのライブを大阪府の職員達が観ていて。大雨なのに熱気がすごいと感動し、包括連携協定を結ぶことになった。大阪府が掲げる政策や活動をPRしたり手伝うための協定だが、その活動の一環として、『万博誘致のテーマソングを制作する事になった。
万博には世界中から色々な人が来る。皆それぞれ自分の街を愛している。しかし空は世界中と繋がっていると思い、『この街の空』というタイトルが生まれた。
曲を書き始める前に参加する企業や学生団体の代表から大阪万博での企画の説明を受けた。彼らの楽しいことや未来に繋がることをしたいというゴールは、一つだという事をメンバーが感じ取って歌詞にした。
この頃はいときんは闘病中だったがちょこちょこスタジオに顔を出していた。なので曲の途中段階で聴かせたら、「いいのできたなぁ、カタチにして万博呼ばなあかんな！」と話をしていた。いときんの歌うパートも用意していたが、レコーディングする前に亡くなってしまった。
ショックが大きく一旦制作も止まってしまうが、彼も期待していた曲なので。ちゃんと完成させて、彼の思いも詰め込んで、色々な人に恩返しをしていこうという気持ちで作った。
しかしサビの歌詞が中々固まらなかったので、センコウといときんの一番最後のライブ写真の前に座って「何の迷いも無い顔してんなぁ」と話をして。そこから「もう何も迷わない」という歌詞をサビに入れた。やるしかないと自分達に言い聞かせ気合いを入れ直した。だからこの曲を聴いてくれた人達が、前を向いてポジティブになってくれたら最高だ。

## 収録CD
20th Anniversary ALL TIME BEST -Journey-（通常盤）